# 13 mars
Pour les articles homonymes, voir Treize-Mars.
13 février 13 avril
Chronologies thématiques
- Croisades
- Ferroviaires
- Sports
- Disney
- Anarchisme
- Catholicisme

Abréviations / Voir aussi
- (° 1852) = né en 1852
- († 1885) = mort en 1885
- a.s. = calendrier julien
- n.s. = calendrier grégorien
- Calendrier
- Calendrier perpétuel
- Liste de calendriers
- Naissances du jour

Le 13 mars est le 72e jour, moins souvent le 73e, de l'année du calendrier grégorien ; il en reste ensuite 293.
C'était généralement le 23e jour du mois de ventôse dans le calendrier républicain / révolutionnaire français officiellement dénommé jour de la cochléaire (une plante).

## Événements

### VIIesiècle
- 624 : victoire musulmane à la bataille de Badr.

### XVIesiècle
- 1567 : victoire espagnole à la bataille d'Austruweel au début de la guerre de Quatre-Vingts Ans.
- 1569 : bataille de Jarnac qui oppose l’armée protestante commandée par Louis Ier de Bourbon-Condé à celle du roi de France Henri III lors de la troisième guerre de Religion.

### XVIIesiècle
- 1634 : première séance de l'Académie française.
- 1697 : Nojpetén, dernière ville maya, tombe aux Conquistadores, lors de la conquête du Guatemala.

### XVIIIesiècle
- 1781 : découverte d'Uranus par William Herschel.
- 1793 : bataille de Jallais et bataille de Chemillé, lors de la guerre de Vendée.

### XIXesiècle
- 1806 : bataille du Cap-Vert entre une escadre de course de l'Empire français, sous le commandement du comte de Linois, et une escadre britannique commandée par Sir John Borlase Warren.
- 1809 : Gustave IV Adolphe se rend, marquant la victoire du coup d'État en Suède.
- 1814 : bataille de Reims entre les troupes françaises et les troupes russes et prussiennes, durant la campagne de France de 1814.
- 1815 : formation de la Septième Coalition en réaction au retour de Napoléon Bonaparte lors des Cent-Jours.
- 1846 : incident de Ballinglass au cours duquel des paysans irlandais ont été expulsés lors de la Grande Famine.
- 1848 : la Révolution de Mars éclate à Vienne.
- 1862 : le gouvernement américain annule le Fugitive Slave Act pendant la guerre de Sécession.
- 1881 : assassinat de l'empereur Alexandre II de Russie par le mouvement révolutionnaire La volonté du peuple.
- 1884 : début du siège de Khartoum pendant la guerre des mahdistes.
- 1895 : accord anglo-marocain, par lequel le Royaume-Uni reconnaît la souveraineté marocaine sur des terres du Sahara Occidental.

### XXesiècle
- 1904 : inauguration du Christ Rédempteur des Andes, marquant la résolution du conflit frontalier entre l'Argentine et le Chili.
- 1920 : putsch de Kapp, lors duquel Hermann Ehrhardt entre dans Berlin. En réaction, les communistes débutent le soulèvement de la Ruhr.
- 1943 :
  - torpillage par le sous-marin italien Leonardo da Vinci de la classe Marconi du navire Empress of Canada au large du  Cap des Palmes (Liberia, Afrique de l'Ouest), qui a fait 392 victimes.
  - début de la liquidation du Ghetto de Cracovie pendant la Shoah.
- 1954 : début de la bataille de Điện Biên Phủ lors de la guerre d'Indochine.
- 1963 : adoption du lys blanc comme emblème floral du Québec.
- 1974 : les pays arabes producteurs de pétrole lèvent l'embargo sur les livraisons de brut aux États-Unis.
- 1979 :
  - putsch de Maurice Bishop dans l'île de la Grenade.
  - naissance du Système monétaire européen.
- 1986 : la station Mir accueille ses deux premiers visiteurs, deux cosmonautes soviétiques.
- 1990 : Ertha Pascal-Trouillot devient présidente par intérim d'Haïti.
- 1992 : disparition de La Pravda.
- 1996 : tuerie de Dunblane en Écosse.
- 2000 : l'Équateur adopte le dollar américain, à la place du sucre.

### XXIesiècle
- 2002 : Robert Mugabe est déclaré vainqueur de l'élection présidentielle du Zimbabwe.
- 2013
  - Marin Raïkov devient Premier ministre de Bulgarie.
  - Bataille d'Imenas, pendant la guerre du Mali.
  - Le cardinal Jorge Mario Bergoglio est élu pape
- 2016 :
  - attentat à Ankara.
  - attentat de Grand-Bassam.
- 2017 : le Parlement du Royaume-Uni autorise la Première ministre Theresa May à déclencher l’article 50 du traité sur l'Union européenne comme première étape de la procédure de retrait du Royaume-Uni de l'Union européenne (Brexit).

## Arts, culture et religion
- 483 : élection du pape Félix III.
- 731 : élection du pape Grégoire III.
- 1202 : fondation de l'abbaye de Beauport.
- 1845 : création du concerto pour violon numéro 2 de Felix Mendelssohn.
- 1995 : la chanson à succès de la Québécoise Céline Dion Pour que tu m'aimes encore sort sur l'album Deux conçu aussi par le Français Jean-Jacques Goldman[1].
- 2013 : élection du pape François, de son vrai nom Jorge Mario Bergoglio.

## Sciences et techniques
- 1963 : le premier brevet de bouteille plastique est déposé[1].
- 1989 : Tim Berners-Lee, informaticien au Conseil européen pour la recherche nucléaire (CERN) propose un système hypertexte distribué sur le réseau informatique interne et qui deviendra le World Wide Web.
- 2013 : inauguration d'Atacama Large Millimeter Array (ALMA), le plus grand radiotélescope du monde dans le désert d'Atacama[2].

## Économie et société
- 2012 : accident du tunnel de Sierre en Suisse (28 morts dont 22 enfants).
- 2019 : tuerie dans une école à Suzano au Brésil (8 morts).
- 2020 : Début du confinement de la Covid-19 au Québec (premières fermetures d'écoles).

## Naissances

### Xesiècle
- 963 : Anna Porphyrogénète, princesse byzantine, fille de Romain II et de Théophano (Anastaso), mariée plus tard à Vladimir Ier grand prince de Kiev († v. 1011).

### XIVesiècle
- 1372 : Louis Ier d'Orléans, duc d'Orléans († assassiné le 23 novembre 1407).

### XVesiècle
- 1479 : Lazarus Spengler, poète allemand et auteur de cantiques luthériens († 7 septembre 1534).

### XVIesiècle
- 1560 : Guillaume-Louis de Nassau-Dillenbourg, chef de l'armée de la République des Provinces-Unies († 13 juillet 1620).
- 1567 : Jacob van Heemskerk, explorateur maritime hollandais († 25 avril 1607).
- 1594 : Montdory (Guillaume Desgilberts dit), acteur français († 10 novembre 1653).
- 1595 : Giovanni Battista Doni, érudit et théoricien de la musique italien († 1er décembre 1647).
- 1599 : Jean Berchmans, jésuite belge canonisé en 1888 († 13 août 1621).

### XVIIesiècle
- 1615 : Innocent XII, 242e pape († 27 septembre 1700).
- 1625 : Gian Domenico Vinaccia, sculpteur, architecte, ingénieur et orfèvre italien († juillet 1695).
- 1632 : John Houblon, homme d'affaires anglais († 10 janvier 1712).
- 1648 : Anne de Bavière, princesse d'Arches († 23 février 1723).
- 1656 : Hachisuka Tsunamichi, daimyo de la période Edo († 15 septembre 1678).
- 1663 :
  - Curzio Origo, cardinal italien († 18 mars 1737).
  - Giulio Piazza, cardinal italien († 23 avril 1726).
- 1667 : Carlo Maria Marini, cardinal italien († 16 janvier 1747).
- 1674 : Jean-Louis Petit, anatomiste français († 20 avril 1750).
- 1678 : Jean Hector de Faÿ de La Tour-Maubourg, militaire et industriel français, maréchal de France († 16 mai 1764).
- 1696 : Louis-François-Armand de Vignerot du Plessis de Richelieu, maréchal de France († 8 août 1788).
- 1700 : Michel Blavet, flûtiste français († 28 octobre 1768).

### XVIIIesiècle
- 1720 : Charles Bonnet, biologiste et philosophe suisse († 20 mai 1793).
- 1733 : Joseph Priestley, philosophe et théologien britannique († 6 février 1804).
- 1741 : Joseph II d'Autriche, empereur romain germanique († 20 février 1790).
- 1751 : Jean Alexandre Caffin, général de division de la Révolution française († 31 août 1828).
- 1760 : 
  - Nicolas de Bonneville, libraire-imprimeur, journaliste, écrivain et franc-maçon français († 9 novembre 1828).
  - Charles-Albert Demoustier, écrivain français († 2 mars 1801).
- 1763 : Guillaume Brune, maréchal d'Empire français († assassiné le 2 août 1815).
- 1774 : Pierre-Narcisse Guérin, peintre néoclassique français († 6 juillet 1833).
- 1781 : Karl Friedrich Schinkel, peintre et architecte prussien († 9 octobre 1841).
- 1790 : Elisa de Lamartine, peintre et sculptrice française d'origine britannique († 24 mai 1863).
- 1791 : Charles Loyson, poète, journaliste et écrivain français († 27 juin 1820).
- 1797 : Charles de Rémusat, homme politique et philosophe français († 6 juin 1875).
- 1798 : Abigail Fillmore, épouse de Millard Fillmore, treizième président des États-Unis († 30 mars 1853).

### XIXesiècle
- 1801 : Joseph Mazilier, danseur et maître de ballet français († 19 mai 1868).
- 1804 : Thomas Allom, peintre, illustrateur et architecte anglais († 21 août 1872).
- 1818 : El Chiclanero (José Redondo Rodríguez dit), matador espagnol († 28 mars 1853).
- 1820 : Charles Asselineau, homme de lettres, écrivain et critique d’art français († 25 juillet 1874).
- 1825 : Friedrich Albert von Zenker, anatomo-pathologiste allemand († 13 juin 1898).
- 1832 : Olympe Audouard, militante féministe française († 12 janvier 1892).
- 1835 :
  - Léon Cladel, romancier et nouvelliste français († 21 juillet 1892).
  - José Ferrer, guitariste espagnol († 7 mars 1916).
- 1840 : Antoine Lumière, peintre, photographe et homme d'affaires français († 15 avril 1911).
- 1845 : Jan Niecisław Baudouin de Courtenay, linguiste polonais († 3 novembre 1929).
- 1855 : Percival Lowell, astronome américain († 13 novembre 1916).
- 1858 : Maximilien Luce,  peintre, graveur et affichiste français († 7 février 1941).
- 1860 : Hugo Wolf, compositeur autrichien († 22 février 1903).
- 1863 : Émile Cère, homme politique français († 30 octobre 1932).
- 1864 : Alexej von Jawlensky, peintre russe († 15 mars 1941).
- 1869 : Bernard de Vesins, militaire, homme de lettres et homme politique français, militant de l'Action française († 6 juillet 1951).
- 1870 : Albert Meyer, homme politique suisse († 22 octobre 1953).
- 1871 : Igor Grabar, peintre, historien d'art et muséologue soviétique († 16 mai 1960).
- 1873 : Amédée Gastoué, chef d'orchestre et compositeur français († 1er juin 1943).
- 1874 :
  - Ellery Clark, athlète américain († 17 février 1949).
  - Paul Fauconnet, sociologue français († 1938).
- 1875 : Lizzy Ansingh, femme artiste peintre néerlandaise († 14 décembre 1959).
- 1876 : Alfred Merlin, historien et archéologue français († 16 mars 1965).
- 1878 :
  - René Blum, chorégraphe français († 30 avril 1943).
  - Gaston Mauger, acteur français († 18 octobre 1954).
- 1879 : Róise Mhic Ghrianna, chanteuse et conteuse traditionnelle irlandaise († 6 avril 1964).
- 1882 : Jacques Chevalier, philosophe et homme politique français († 19 avril 1962).
- 1884 :
  - Oskar Loerke, homme de lettres allemand († 24 février 1941).
  - Hugh Walpole, homme de lettres britannique († 1er juin 1941).
- 1888 : Paul Morand, homme de lettres français († 23 juillet 1976).
- 1890 :
  - Fritz Busch, chef d'orchestre allemand († 14 septembre 1951).
  - Frank Thiess, homme de lettres allemand († 22 décembre 1977).
- 1892 : Joseph Peyré, écrivain français († 26 décembre 1968).
- 1893 : Jean Börlin, danseur et chorégraphe suédois († 6 décembre 1930).
- 1894 : Charles Lavialle, acteur français († 16 octobre 1965).
- 1897 : Marcel Thiry, homme de lettres belge et militant wallon († 5 septembre 1977).
- 1898 : Henry Hathaway, cinéaste américain († 11 février 1985).
- 1900 :
  - Béla Guttmann, footballeur hongrois († 28 août 1981).
  - Georges Séféris, poète grec († 20 septembre 1971).

### XXesiècle
- 1901 : Paul Fix, acteur et scénariste américain († 14 octobre 1983).
- 1902 :
  - Hans Bellmer, artiste allemand († 23 février 1975).
  - Marthe Robin, mystique catholique française († 6 février 1981).
- 1904 :
  - René Dumont, ingénieur agronome et sociologue français († 18 juin 2001).
  - Martial Lapeyre, industriel et collectionneur français († 27 décembre 1984).
- 1906 : Maxime Letourneur, juriste français, membre du Conseil d'État, maire de Saint-Sulpice-les-Feuilles de 1953 à sa mort († 10 décembre 1980).
- 1907 :
  - Maria Pia de Saxe-Cobourg Bragance, femme de lettres portugaise († 6 mai 1995).
  - Frédéric Delanglade, peintre français († 29 juin 1970).
  - Frank Wilcox, acteur américain († 3 mars 1974).
- 1910 : Sammy Kaye, musicien et chef d’orchestre populaire américain († 2 juin 1987).
- 1911 :
  - José Ardévol, compositeur et chef d'orchestre cubain né espagnol († 7 janvier 1981).
  - Roger Bouret, homme politique français († 30 mai 1972).
  - Julius H. Comroe Jr, physiologiste américain († 31 juillet 1984).
  - L. Ron Hubbard (Lafayette Ronald Hubbard dit), auteur américain († 24 janvier 1986).
  - Kikuko Kanai, compositrice japonaise († 17 février 1986).
  - Joseph Kowalski, prêtre catholique polonais tué à Auschwitz († 4 juillet 1942).
  - Mwambutsa IV, avant-dernier roi de la dynastie Ganwa qui a régné sur le Burundi pendant plus de trois siècles († 26 avril 1977).
  - Hugh Sanders, acteur américain († 9 janvier 1966).
- 1912 : Mohamed Khider, homme politique algérien († 4 janvier 1967).
- 1913 : Georges Lefol, as de l'aviation français au cours de la Seconde Guerre mondiale († 2 mai 1988).
- 1914 :
  - Alain Girard, sociologue et démographe français († 11 janvier 1967).
  - Giovanni Lilliu, archéologue et homme politique italien († 19 février 2012).
  - Edward O'Hare, as de l'aviation américain, pilote de la US Navy († 26 novembre 1943).
- 1918 : Michelle Tisseyre, animatrice de télévision, journaliste et traductrice littéraire québécoise († 21 décembre 2014).
- 1919 : Jean Dauby, poète français († 24 janvier 1997).
- 1921 : Lily Baron, comédienne française († 4 novembre 2017).
- 1923 : France Asselin, actrice française († 16 novembre 1960).
- 1924 : Pierre Arpaillange, magistrat et ministre français († 11 janvier 2017).
- 1925 :
  - Inge Müller, femme de lettres allemande († 1er juin 1966).
  - John Tate, mathématicien américain († 16 octobre 2019).
- 1926 : Carlos Roberto Reina, homme politique hondurien († 19 août 2003).
- 1927 : Guy Belletante, ancien joueur français de rugby à XV († 24 septembre 2010).
- 1929 :
  - Jane Rhodes, artiste lyrique française († 7 mai 2011).
  - Bunny Yeager, mannequin et photographe américaine († 25 mai 2014).
- 1930 :
  - Beverly Baker, joueuse de tennis américaine († 29 avril 2014).
  - Daniel Cauchy, acteur, producteur et scénariste français († 8 mai 2020).
  - Günther Uecker, peintre et sculpteur allemand.
- 1931 : 
  - Marc Dessauvage, architecte belge († 12 décembre 1984).
  - Kyösti Lehtonen, lutteur finlandais, champion olympique († 15 novembre 1987).
- 1932 : Guy Sénac, footballeur français († 13 janvier 2019).
- 1933 : Mike Stoller, auteur américain.
- 1935 : Alberto Ponce, guitariste espagnol († 26 juillet 2019).
- 1936 : Étienne Brunet, linguiste français.
- 1939 :
  - Claude Piquemal, athlète français spécialiste du 100 et du 200 mètres.
  - Ève Ruggieri, journaliste française de radiophonie et de télévision.
  - Neil Sedaka, chanteur américain.
- 1940 : Jacqueline Sassard, actrice française.
- 1941 : 
  - Mahmoud Darwich (محمود درويش), poète palestinien († 9 août 2008).
  - Lee Moses, guitariste et chanteur de rhythm and blues et de soul américain († 1997).
- 1942 : Scatman John, chanteur américain († 3 décembre 1999).
- 1943 :
  - Gianni Motta, coureur cycliste italien.
  - André Téchiné, cinéaste français.
- 1945 :
  - Didier Decoin, écrivain français, président du jury du prix Goncourt.
  - Jean Garonnaire, artiste peintre, aquafortiste français.
  - Christian Noël, escrimeur français.
  - Fiodor Simashev, skieur de fond soviétique († 20 décembre 1997).
- 1946 : Yann Arthus-Bertrand, photographe et écologiste français.
- 1949 :
  - Julia Migenes, artiste lyrique et actrice américaine.
  - Yuri Skobov, skieur de fond soviétique.
- 1950 :
  - Charles Krauthammer, journaliste américain († 21 juin 2018).
  - William H. Macy, homme de cinéma américain.
- 1951 :
  - Irina Alfiorova, actrice russe.
  - Monique Boulestin, femme politique française.
  - Izhar Cohen, chanteur et acteur israélien.
  - Edmond Mulet, diplomate guatémaltèque.
  - Maryvonne de Saint-Pulgent, haut fonctionnaire, administratrice et musicienne française.
- 1952 :
  - Dave Henderson, joueur professionnel de hockey sur glace franco-canadien.
  - Alain Merchadier, footballeur international français.
  - Didier Raoult, infectiologue, professeur de microbiologie français.
  - Wolfgang Rihm, compositeur allemand.
- 1953 :
  - Sonia Guillén, archéologue, anthropologue et ministre péruvienne.
  - Deborah Raffin, actrice américaine
- 1954 :
  - Győző Burcsa, footballeur hongrois.
  - Renaud Donnedieu de Vabres, homme politique français un temps ministre de la Culture.
- 1955 :
  - Bruno Conti, footballeur italien.
  - Glenne Headly, actrice américaine.
  - Olga Rukavishnikova, athlète soviétique spécialiste du pentathlon.
- 1956 : 
  - Dana Delany, actrice américaine.
  - Jamie Dimon, PDG de JPMorgan Chase Co.
- 1957 :
  - Jean-Yves Lafesse (Jean-Yves Lambert dit), humoriste français († 22 juillet 2021).
  - Artus de Penguern, acteur français († 15 mai 2013).
- 1959 : Pascal Légitimus, humoriste et homme français de music-hall, théâtre et cinéma issu de la troupe des Inconnus.
- 1960 :
  - Adam Clayton, musicien britannique bassiste du groupe U2.
  - Joe Ranft, homme de cinéma américain († 16 août 2005).
- 1961 : Francis Keller, auteur de bandes dessinées et écrivain français.
- 1963 : Rick Carey, nageur américain.
- 1964 :
  - Will Clark, joueur de baseball américain.
  - Steve Collins, sauteur à ski canadien.
  - Yauhen Misyulya, athlète qui représenta l'URSS puis la Biélorussie dans les épreuves de marche athlétique.
- 1966 : 
  - Tine Scheuer-Larsen, joueuse de tennis danoise.
  - Chico Science, artiste, musicien, chanteur et poète brésilien († 2 février 1997).
- 1967 : Pascal Elbé, acteur français.
- 1968 : Masami Okui, chanteuse japonaise.
- 1969 : Susanna Mälkki, violoncelliste et chef d'orchestre finlandaise.
- 1970 :
  - Alexandre Samokoutiaïev, cosmonaute russe.
  - Jean-Paul Vergnes, rameur français.
- 1971 :
  - Joey Beauchamp Joseph Daniel Beauchamp, dit, footballeur anglais (° 19 février 2022).
  - Carme Chacón, femme politique espagnole († 9 avril 2017).
  - Paul Henderson, athlète australien, spécialiste du sprint et du relais 4 × 100 m.
  - Rodica Mateescu, athlète roumaine spécialiste du triple saut.
- 1972 : Common (Lonnie Rashid Lynn Jr dit), rappeur américain.
- 1973 :
  - Edgar Davids, footballeur néerlandais.
  - David Draiman, chanteur américain.
- 1974 : Thomas Enqvist, joueur de tennis suédois.
- 1975 : 
  - Mark Clattenburg, arbitre de football anglais.
  - Charmaine Howell, athlète jamaïcaine spécialiste du 800 m.
- 1976 : 
  - Jérémie Covillault, acteur français.
  - Danny Masterson, acteur américain.
- 1978 :
  - Akira Fubuki, actrice japonaise.
  - Faustine Merret, véliplanchiste française championne olympique.
  - Martin Villeneuve, cinéaste canadien.
- 1979 : Johan Santana, joueur de baseball vénézuélien.
- 1981 :
  - Ryan Jones, joueur de rugby gallois.
  - Grace Kwamboka Momanyi, athlète de fond kényane.
- 1982 :
  - Jean-Baptiste Gobelet, joueur de rugby français.
  - Nicole Ohlde, basketteuse américaine.
  - Eduardo Saverin, cofondateur du réseau social Facebook.
- 1983 :
  - Mariano Julio Izco, footballeur argentin.
  - Kaitlin Sandeno, nageuse américaine.
  - Doomams (Mamadou Baldé dit), rappeur français.
- 1984 :
  - Steve Darcis, joueur de tennis belge.
  - Paoline Salagnac, basketteuse française.
- 1985 :
  - Víctor García, athlète espagnol, spécialiste du 3 000 mètres steeple.
  - Emile Hirsch, acteur américain.
- 1987 :
  - Marco Andretti, pilote automobile américain.
  - Andreas Beck, footballeur allemand.
  - Sebastian Forke, coureur cycliste allemand.
- 1989 :
  - Holger Badstuber, joueur de football allemand.
  - Marko Marin, footballeur international allemand.
  - Pierre Niney, acteur français.
- 1990 : Anne Zagré, athlète belge, spécialiste du sprint et du saut en longueur.
- 1991 : François Affolter, footballeur suisse.
- 1992 : Kaya Scodelario, actrice et mannequin britannique.
- 1995 :
  - Zella Day, chanteuse américaine.
  - Marion Leriche, kayakiste française.
  - Mikaela Shiffrin, skieuse alpine américaine.

## Décès

### Xesiècle
- 993 : Odo Ier, margrave de la Marche de l'Est saxonne (° v. 930).

### XIIIesiècle
- 1202 : Mieszko III le Vieux, duc de Pologne (° v. 1126).
- 1271 : Henri d'Almayne, baron anglais (° 2 novembre 1235).

### XIVesiècle
- 1341 : Trojden Ier, duc de Czersk (° v. 1285).

### XVesiècle
- 1490 : Charles Ier de Savoie, duc de Savoie (° 29 mars 1468).

### XVIesiècle
- 1516 : Vladislas IV, roi de Bohème et de Hongrie (° 1er mars 1456).
- 1557 : Louis de Bourbon-Vendôme, prélat français (° 2 janvier 1493).
- 1569 : Louis Ier de Bourbon-Condé, prince français (° 7 mai 1530).
- 1573 : Michel de L'Hospital, homme d'État français (° v. 1505).
- 1596 : Taddeo Landini, architecte et sculpteur italien (° v. 1561).

### XVIIesiècle
- 1601 : Mordekhaï Maisel, philanthrope et dirigeant de la communauté juive de Prague (° 1528).
- 1604 : Arnaud d'Ossat, diplomate et écrivain français (° 20 juillet 1537).
- 1629 : Basilius Besler, médecin, botaniste et éditeur allemand (° 13 février 1561).
- 1635 : Richard Weston (1er comte de Portland), chancelier de l'Échiquier et plus tard lord trésorier d'Angleterre (° 1er mars 1577).
- 1652 : Claude Bouthillier, homme d'État français (° 4 février 1581).
- 1674 : Giacomo Antonio Fancelli, sculpteur italien de la période baroque  (° 28 février 1606).

### XVIIIesiècle
- 1704 : Giovanni Anastasi, peintre italien (° 17 mars 1653).
- 1711 : Nicolas Boileau, poète et critique français (° 1er novembre 1636).
- 1719 : Johann Friedrich Böttger, chimiste allemand (° 4 février 1682).
- 1723 : Constantin de Renneville, écrivain français (° 9 octobre 1677).
- 1733 : Charlotte Aïssé, épistolière française (° 1693).
- 1753 : Antonio Saverio Gentili, cardinal italien (° 9 février 1681).
- 1762 : Daniele Delfino, prélat italien (° 22 janvier 1686).
- 1773 : Philibert Commerson, explorateur et naturaliste français (° 18 novembre 1727).
- 1796 : Alexandre Deleyre, homme de lettres français (° 10 janvier 1726).
- 1800 : Élisabeth Haudry, personnalité française (° 1727).

### XIXesiècle
- 1806 : Gabriel-François Doyen, peintre français (° 20 mai 1726)
- 1808 : Jean-Pierre Firmin Malher, militaire français (° 29 juin 1761).
- 1836 :
  - Céleste Bulkeley, une des amazones de François Athanase Charette de La Contrie lors de l'insurrection vendéenne en 1793 (° 1759).
  - Adolf Stieler, cartographe allemand (° 26 février 1775).
- 1842 : Henry Shrapnel, officier de l'armée britannique, inventeur du shrapnel (« obus à balles ») (° 3 juin 1761).
- 1845 : Charles-Guillaume Étienne, dramaturge français (° 6 janvier 1777).
- 1854 : Joseph de Villèle, homme politique français (° 14 avril 1773).
- 1856 : Jacques Delisse, botaniste et pharmacologue français (° 13 mai 1773).
- 1870 : Charles de Montalembert, historien et homme politique français (° 15 avril 1810).
- 1871 : Charles Hugo, deuxième fils de Victor Hugo († 4 novembre 1826).
- 1872 : Augustin Cochin, écrivain et homme politique français (° 12 décembre 1823).
- 1874 : Alfred Roland, compositeur et poète français (° 1797).
- 1879 : Adolf Anderssen, joueur d'échecs allemand (° 6 juillet 1818).
- 1881 :
  - Alexandre II, tsar de Russie (° 29 avril 1818).
  - Sophie Daguin, danseuse française (°26 mars 1801).
- 1889 : Benjamin Jaurès, militaire français (° 3 février 1823).
- 1891 : Théodore de Banville, poète français (° 14 mars 1823).
- 1892 : Louis IV (grand-duc de Hesse), Grand-Duc de Hesse (° 12 septembre 1837).
- 1893 : Louis-Nicolas Cabat, peintre français (° 6 décembre 1812).
- 1895 : Louise Otto-Peters, femme de lettres et militante féministe allemande (° 26 mars 1819).
- 1900 :
  - Catherine Wolfe Bruce, philanthrope américaine (° 22 janvier 1816).
  - Henri Didon, homme d’Église français, inventeur de la devise des Jeux olympiques « Citius, Altius, Fortius », soit « Plus vite, plus haut, plus fort » (° 17 mars 1840).

### XXesiècle
- 1901 : Benjamin Harrison, homme d'État américain, 23e président des États-Unis de 1889 à 1893 (° 20 août 1833).
- 1906 : 
  - Susan B. Anthony, militante féministe américaine (° 15 février 1820).
  - Joseph Monier, jardinier et inventeur français (° 8 novembre 1823).
- 1912 : Eugène-Étienne Taché, architecte québécois (° 24 octobre 1836).
- 1917 : Charles-Marie de Braconnier, militaire belge (° 28 juin 1849).
- 1918 :
  - César Cui, compositeur russe (° 18 janvier 1835).
  - Reginald Pridmore, hockeyeur sur gazon britannique (° 29 avril 1886).
- 1919 :
  - Ivan Boubnov, ingénieur naval de la marine militaire russe (° 18 janvier 1872).
  - Émile Dusart, footballeur français (° 3 septembre 1892).
- 1920 : Charles Lapworth, géologue britannique (° 20 septembre 1842).
- 1922 : Louis Lormel, écrivain, poète et marchand d'art français (° 12 mai 1869).
- 1933 : Robert Innes, astronome sud-africain (° 10 novembre 1861).
- 1934 : Victor Barrucand, journaliste et écrivain français (° 7 octobre 1864).
- 1938 :
  - Nikolaï Boukharine, homme politique soviétique (° 9 octobre 1888).
  - Clarence Darrow, avocat américain (° 18 avril 1857).
- 1945 : Étienne Piquiral, joueur français de rugby à XV, mort en déportation (° 15 juin 1901).
- 1946 : Hassine Bouhageb, médecin, éducateur et promoteur du sport tunisien (° 20 octobre 1872).
- 1948 : Hélène-Victoria de Schleswig-Holstein-Sonderbourg-Augustenbourg, petite-fille de la reine Victoria (° 3 mai 1870).
- 1951 : Tamiki Hara, romancier et poète japonais (° 15 novembre 1905).
- 1952 : Giovanni Battista Nasalli Rocca di Corneliano, prélat italien (° 27 août 1872).
- 1954 :
  - Jules Gaucher, militaire français (° 13 septembre 1905).
  - César Klein, peintre allemand (° 14 septembre 1876).
- 1955 : Victor Delamarre, haltérophile canadien (° 24 septembre 1888).
- 1957 : Hélène Vladimirovna de Russie, Grande-Duchesse de Russie, Princesse de Grèce et de Danemark (° 29 janvier 1882).
- 1960 : Élisabeth de Habsbourg-Lorraine (1878-1960), épouse de Alois de Liechtenstein, mère de François-Joseph II (° 7 juillet 1878).
- 1964 : Robert Arnoux, comédien français (° 23 octobre 1899).
- 1965 :
  - Corrado Gini, statisticien italien (° 23 mai 1884).
  - Fan Noli, évêque orthodoxe albanais (° 6 janvier 1882).
- 1967 : Frank Worrell, joueur de cricket barbadien (° 1er août 1924).
- 1968 : Pierre Dunoyer de Segonzac, militaire et ancien résistant français (° 10 mars 1906).
- 1972 : Henry Houry, homme de cinéma français (° 2 juillet 1874).
- 1975 : Ivo Andrić, écrivain yougoslave, prix Nobel de littérature en 1961 (° 9 octobre 1892).
- 1983 : Louison Bobet (Louis Bobet dit), coureur cycliste français (° 12 mars 1925).
- 1988 :
  - John C. Holmes, acteur américain (° 8 août 1944).
  - Xavier Saint-Macary, acteur français (° 7 juin 1948).
- 1990 :
  - Karl Münchinger, chef d'orchestre allemand (° 29 mai 1915).
  - Bruno Bettelheim, psychiatre américain (° 28 août 1903).
- 1994 : Danny Barker, banjoïste et guitariste américain de jazz (° 13 janvier 1909).
- 1995 :
  - Paul Kipkoech, athlète kényan (° 6 janvier 1963).
  - Juliette Pétrie, actrice québécoise (° 18 février 1900).
- 1996 :
  - Sadok Bahri, boxeur tunisien (° 21 juin 1925).
  - Lucio Fulci, réalisateur italien (° 17 juin 1927).
  - Krzysztof Kieślowski, cinéaste polonais (° 27 juin 1941).
- 1997 : Ronald Fraser, acteur britannique (° 11 avril 1930).
- 1998 :
  - Hans von Ohain, ingénieur aéronautique allemand (° 14 décembre 1911).
  - Bill Reid, sculpteur canadien (° 12 janvier 1920).
- 1999 : Lee Falk, scénariste de bandes dessinées américain (° 28 avril 1911).

### XXIesiècle
- 2001 :
  - Encarnación Alzona, féministe et historienne philippine (° 23 mars 1895).
  - Luc Decaunes, écrivain français (° 2 janvier 1913).
  - Jutta Rüdiger, psychologue allemande, responsable de l'organisation de jeunesse féminine nazie (° 14 juin 1910).
- 2002 :
  - Yvonne Dumont, femme politique française (° 3 septembre 1911).
  - Hans-Georg Gadamer, philosophe allemand (° 11 février 1900).
  - Jacques Jansen, artiste lyrique français (° 22 novembre 1913).
- 2004 : Franz König, prélat autrichien (° 3 août 1905).
- 2005 :
  - Yoshihisa Taïra, compositeur français (° 3 juin 1937).
  - Zouhair Yahyaoui, cyberdissident tunisien (° 8 décembre 1967).
- 2006 :
  - Marie Annaert, doyenne des Belges (° 18 mai 1897).
  - Jimmy Johnstone, footballeur écossais (° 30 septembre 1944).
  - Maureen Stapleton, actrice américaine (° 21 juin 1925).
- 2007 :
  - Thérèse Cadorette, comédienne canadienne (° 4 mai 1925).
  - Bernard Lallement, écrivain et journaliste français (° 1948).
  - Jeff Musso, réalisateur français (° 21 octobre 1907).
  - Sarbini Sumawinata, économiste indonésien (° 20 août 1918).
- 2009 :
  - Betsy Blair (Elizabeth Winifred Boger dite), actrice américaine (° 11 décembre 1923).
  - Claude Stout Brinegar, homme politique américain (° 16 décembre 1926).
  - André Caroff, écrivain français (° 1924).
  - William Davidson, homme d'affaires américain (° 5 décembre 1922).
  - Endal, chien retriever du Labrador d'assistance au Royaume-Uni, « le plus décoré au monde » & « chien du millénaire » (° vers décembre 1995).
  - James Purdy, écrivain américain (° 17 juillet 1914).
  - Andrew Martin, alias Test, catcheur canadien (° 17 mars 1975).
- 2010 :
  - Jean Ferrat, chanteur français (° 26 décembre 1930).
  - Édouard Kargu, football français (° 16 décembre 1925).
  - He Pingping, chinois, l'homme le plus petit du monde (° 13 juillet 1988).
  - Jean-Joseph Sanfourche, poète français (° 25 juin 1929).
- 2011 :
  - Nelly Benedetti (Nelly Andrée Renée Guillot dite), actrice et doublure vocale française (° 18 décembre 1921).
  - Rick Martin, joueur de hockey sur glace professionnel canadien (° 26 juillet 1951).
  - Augustus Owsley Stanley, chimiste underground, né américain (° 19 janvier 1935).
- 2012 :
  - Michel Duchaussoy, acteur français (° 29 novembre 1938).
  - Jock Hobbs, rugbyman néo-zélandais (° 15 février 1960).
- 2013 : Francis Lax, acteur français (° 16 avril 1930).
- 2016 : 
  - Auguste Bakhos, avocat et homme politique libanais, signataire de l'Accord de Taëf (° 1er janvier 1923).
  - Hilary Putnam, philosophe américain
- 2017 : 
  - Henri Cueco, peintre et écrivain français (° 19 octobre 1929).
  - (ou 12 mars) : Patrick Nève, pilote automobile belge (° 13 octobre 1949).
  - Richard de Sayn-Wittgenstein-Berlebourg, 6e prince de San-Wittgenstein-Berlebourg, époux de Benedikte de Danemark (° 29 octobre 1934).
- 2018 : Olga Sokolow, actrice française (° 12 mars 1980).
- 2021 :
  - Raoul Casadei, musicien et compositeur italien (° 15 août 1937).
  - Jean-Claude Fasquelle, Éditeur français (° 29 novembre 1930).
  - Giovanni Gastel, photographe italien (° 27 décembre 1955).
  - Marvin Hagler, boxeur américain (° 23 mai 1954).
  - Obren Joksimović, homme politique yougoslave puis serbe (° 15 mai 1952).
  - Kiyoko Ono, gymnaste artistique et femme politique japonaise, médaillée de bronze aux Jeux olympiques d'été de 1964 (° 4 février 1936).
  - Nikola Spiridonov, joueur d'échecs bulgare (° 28 février 1938).
  - Erol Toy, écrivain turc (° 1er octobre 1936).
  - Murray Walker, journaliste sportif britannique (° 10 octobre 1923).
- 2022 :
  - William Hurt, acteur américain né en 1950.

## Célébrations
- Afrique : journée africaine du scoutisme / Africa Scout Day (en) (voir aussi la veille 12 mars).

L. Ron Hubbard en 1950

- Tunisie : journée nationale pour la liberté d'Internet, décrétée pour rendre hommage au cyberdissident Zouhair Yahyaoui décédé en 2005 ci-avant[3] (voir là encore les veilles 12 mars).

### Religieuses
- Bahaïsme : douzième jour du mois de l'élévation / ‘alá’' consacré au jeûne dans le calendrier badí‘.
- Scientologie : anniversaire de naissance du fondateur de la "dianétique" et de la scientologie L. Ron Hubbard en 1911 ci-dessus et en photographie ci-contre.

### Saints des Églises chrétiennes

#### Saints des Églises catholiques et orthodoxes
Saints des Églises catholiques et orthodoxes :
- Ansovino di Camerino († 840), 23e évêque de Camerino.
- Christine de Perse († 559), martyre.
- Eldrade († 844), abbé de l'abbaye de la Novalaise.
- Euphrasie de Constantinople († 412), ermite en Thébaïde (Égypte).
- Gérald de Mayo († 732), 1er abbé du monastère de Mayo Abbey.
- Kemo († VIe siècle), ermite à Trédrez-Locquémeau.
- Léandre de Séville († 601), évêque de Séville.
- Macédone († 303) avec sa femme Patricia et leur fille Modeste, martyrs à Nicomédie (voir aussi jours précédents).
- Mactefelde († 303), abbesse à l'abbaye du Saint-Mont.
- Mochoémoc († 655), abbé et fondateur de l'abbaye de Liath-Mor.
- Nicéphore Ier de Constantinople († 828), patriarche de Constantinople, fête de la translation de ses reliques en Orient[6].
- Pient de Poitiers († 564), évêque de Poitiers.
- Ramire de León (es) († 554), abbé et ses douze compagnons, martyrisés par les chrétiens ariens.
- Rodrigue de Cordoue († 857), ou Rudericus ou Rodéric, prêtre, qui fut avec Salomon de Cordoue martyrs dans cette ville[7].
- et Salomon, martyrs de Cordoue.
- Sabin d'Égypte († 287), martyr à Hermopolis Magna.
- Vincent de Nevers († VIIe siècle), prêtre.

#### Saints et bienheureux des Églises catholiques
Saints et bienheureux des Églises catholiques :
- Agnel de Pise (it) († 1235), religieux franciscain italien.
- Douce de Sousa Brito († 1992), religieuse brésilienne missionnaire de l'Immaculée Conception de la Mère de Dieu.
- Françoise Trehet († 1794), bienheureuse religieuse française sœur de la charité de Notre-Dame d'Évron, martyre.
- Henry († 1415), prince scandinave devenu pèlerin.
- Pierre de Cava (it) († 1208), bienheureux abbé italien de l'abbaye territoriale de la Très-Sainte-Trinité de Cava.

#### Saints des Églises orthodoxes (aux dates parfois"juliennes"/ orientales)
Outre les saints œcuméniques voire pré-schismatiques ci-avant... 

### Prénoms du jour
Bonne fête aux Rodrigue et ses variantes : Rod, Roddy, Roderic, Roderick, Rodric, Rodrick, Rodrigo, Rodrigues, Rudi, Rudy, Ruy ; et la forme féminine Ruya.
Et aussi aux :
- Eldrade / Heldrad[8] et ses variantes : Eldrad, Helder, Helrad etc.
- Euphrasie et ses variantes : Euphrosie, Euphrosine ; et un dérivé Cosette[réf. souhaitée] (fête locale).
- Léandre et ses variantes : Lander, Landru, Lantier, Leand, Leander, Leandra, Leandri, Leandro, Leandru, Léantier, Lentier etc.
- Salomon et ses variantes : Salaun, Salaün, Shlomo, Sliman(e), Soléiman, Soliman, Solomon, Suleimani, Suleymane.

## Traditions et superstitions

### Dictons
- « À la sainte-Euphrasie, pointe la fraise. »[9]
- « Belle sainte-Euphrasie, met pommes dans l’airie. » (airie serait une altération de hoirie signifiant héritage, patrimoine voire aire)[10].

### Astrologie
- Signe du zodiaque : 23e jour du signe astrologique des Poissons (24e en cas d'année bissextile).

## Toponymie
Les noms de plusieurs voies, places, sites ou édifices de pays ou de régions francophones contiennent cette date sous diverses graphies : voir Treize-Mars .